# 緒方浩一
緒方 浩一（おがた こういち、1952年5月14日 -  ）は、元競輪選手。現在は競輪評論家。熊本県出身。日本競輪学校（当時。以下、競輪学校）第30期生。現役時は日本競輪選手会熊本支部所属。師匠は大里清一。

## 経歴
九州学院高等学校を経て、競輪学校に第30期生として入学。同期には高橋健二、小池和博らがいた。
1972年10月8日、武雄競輪場でデビューし1着。特別競輪（現在のGI）の決勝戦に8回進出した実績を持ち、最高着順は、1982年のオールスター競輪（高松競輪場）及び競輪祭の3着である。

### 「九州は一つに」
緒方といえば、中野浩一、井上茂徳を中心とする、俗称九州軍団の参謀役として有名である。九州軍団が「結成」された理由は、当時、関東、南関東地区を中心に、勢力を西日本にまで拡大させていたフラワーラインに対抗するためであった。
その基礎となるべきものは、同じ熊本の先輩である矢村正が作り上げていたが、矢村がトップクラスを維持できなくなっていったこともあり、九州のまとめ役を緒方に禅譲する形で結成されたとされる。もっとも緒方は、フラワーラインのドンであった山口国男のように、勢力を他地区に拡大させるといった政治力を発揮するといったようなことは表立ってしなかったと見られ、矢村が前々から説いていた、中野を中心として九州地区を一つにまとめ上げるという形を貫く役割を果たした。そのため、競輪マスコミの中には緒方のことを、九州の総帥と名づけたところもあった。

### 中野・井上のゴールデンコンビ
とりわけ、地元・九州地区で開催される競輪祭において、1980年から1985年までの6年間、中野と井上の2人だけでタイトルを「防衛」し続けたが、その間、北村徹や佐々木昭彦といった、当時の43期生の若手選手に中野、井上の「犠牲役」を演じさせ、さらに自身を含めた中堅クラスの選手が中野らと同乗する機会があれば、その後ろを固めて、徹底的に2人を援護するといった形を取らせた。したがって山口国男が後にフラワーラインの一員に対して順番にタイトルを取らせるといった画策をするようになったのに対し、緒方は自身を含め、その他の九州の選手たちを、中野、井上の黒子に徹しさせ続けた。
そのため、緒方自身はとうとうGIタイトルを掴めぬまま引退することになったが、上述の山口国男が画策した「タイトルたらいまわし策」が後に競輪マスコミ、ファンの批判の矢面に立たされていき、ひいてはフラワーラインそのものが瓦解を余儀なくされることになる一方で、九州軍団については中野、井上がトップクラスの地位を維持する限り生き延び続けた。
しかし、1990年に65期の吉岡稔真という、超大型新人がデビューするようになると、鉄の結束を続けてきた九州軍団にも微妙な変化が現れるようになった。

### 九州軍団の瓦解
1991年7月、福井競輪場で開催されたふるさとダービー2日目優秀戦において、吉岡の後位を巡って中野と井上が競り合うというシーンが見られた。翌日、「鉄の結束」を誇っていた九州軍団がついに崩壊したと、競輪マスコミはこぞって書きたてた。なぜそのような事態が発生したかについて、その伏線として考えられるのは次のレースがあったからだとされている。
当年の1991年3月に一宮競輪場で開催された日本選手権競輪の決勝戦において、中野を含めた久留米競輪場をホームバンクとする選手が4人決勝へと駒を進めたが、井上が決勝進出を果たしていたにもかかわらず別線を余儀なくされ、しかも茨城の伏兵、坂巻正巳に優勝をさらわれた。これで井上が中野に対して不信感を抱くようになったと言われている。
加えて、中野、井上の2人にも、往時の力が次第になくなりつつあった。そこへもってきて吉岡という超大型新人が現れるようになると、もはや「ゴールデンコンビ」と称された時代には戻れない情勢にもなっていった。加えて緒方自身も特別競輪へ常時参加できない状況となっていたことも重なり、中野、井上の2人を直接説得できない状況にも追い込まれていた。
やがて1992年6月に行われた高松宮杯競輪決勝戦を最後に中野が引退したが、これが緒方にとっても契機の一つになった。

### 突然の引退
1992年7月7日に前橋競輪場で開催された記念競輪の最終日に順位決定戦で1着となるが、その直後、中継番組向けの勝利者インタビューにて
「実は最近、何か機会があれば引退しようかと考えていて、今回ここで1着取って中継に出られたから…」
と唐突に語り始め、中継の視聴者だけでなく、この時に解説者として出演していた鈴木保巳をも驚愕させた。緒方は当時もS級1班として一線級で活躍していただけに、この突然の公開引退発表は、競輪界を大いに驚かせた。
後に正式な引退会見が行われ、1992年7月31日に選手登録削除された。通算282勝。この緒方の引退により長らく「九州軍団」と呼ばれたライングループは事実上終了を迎えることになった。

### 引退後
引退直後は実業家への転身を口にしていたが、現在は専門解説者（競輪評論家）として往年の人脈を生かす活動を続けている。番組出演でも中野や井上と共演することが多い。
実子の将樹が競輪学校第117期入学試験に合格。将樹はのち日本競輪選手養成所（競輪学校から改称）を卒業し第117期生の競輪選手として登録され、2020年5月に広島での競輪ルーキーシリーズでデビュー。同年10月から11月にかけてのA級3班チャレンジ戦で3開催連続完全優勝（9連勝）し、11月3日付でA級2班へ特別昇班を果たし、2022年上期はS級2班格付けとなった。なお、自身は将樹の師匠として、現在も指導に当たっている。